# Коберн, Генри
Ге́нри Ко́берн (англ. Henry Cockburn; 14 сентября 1921 — 2 февраля 2004) — английский футболист, наиболее известный по выступлениям за клубы «Манчестер Юнайтед», «Бери» и «Питерборо Юнайтед». Также провёл 13 матчей за сборную Англии.

## Клубная карьера
Генри Коберн родился в городе Аштон-андер-Лайн (графство Ланкашир). Он посещал Стэмфордскую среднюю школу и начал играть в футбол за молодёжный клуб «Гослингс Юнайтед» в начале 1940-х годов. Изначально он играл на позиции нападающего. В 1943 году Коберн перешёл в молодёжную команду «Манчестер Юнайтед», а уже в августе 1944 года подписал с клубом профессиональный контракт. Однако из-за Второй мировой войны его дебют за клуб в чемпионате состоялся лишь в 1946 году. К этому времени он выступал уже на позиции крайнего хавбека.
Выступая в «Манчестер Юнайтед» Коберн выиграл Кубок Англии в сезоне 1947/48 и чемпионский титул в сезоне 1951/52. В октябре 1954 года он покинул «Юнайтед», перейдя в клуб «Бери», где выступал ещё два сезона. В 1956 году он перешёл в «Питерборо Юнайтед», после чего играл за клубы низших дивизионов «Корби Таун» и «Санкиз».

## Карьера в сборной
28 сентября 1946 года дебютировал за сборную Англии в матче против Ирландии. Всего провёл за национальную сборную 13 матчей с 1946 по 1953 год.

## После завершения карьеры игрока
После завершения карьеры игрока Коберн работал помощником тренера в «Олдем Атлетик», а затем — помощником и старшим тренером в «Хаддерсфилд Таун».
В 1960-е годы Коберн играл в крикет за клуб «Аштон».

## Достижения
Манчестер Юнайтед
- Чемпион Англии: 1951/52
- Вице-чемпион Англии: 1946/47, 1947/48, 1948/49, 1950/51
- Обладатель Кубка Англии: 1948

Сборная Англии
- Победитель Домашнего чемпионата (2): 1946/47, 1947/48